# Зверяка, Владимир Владимирович

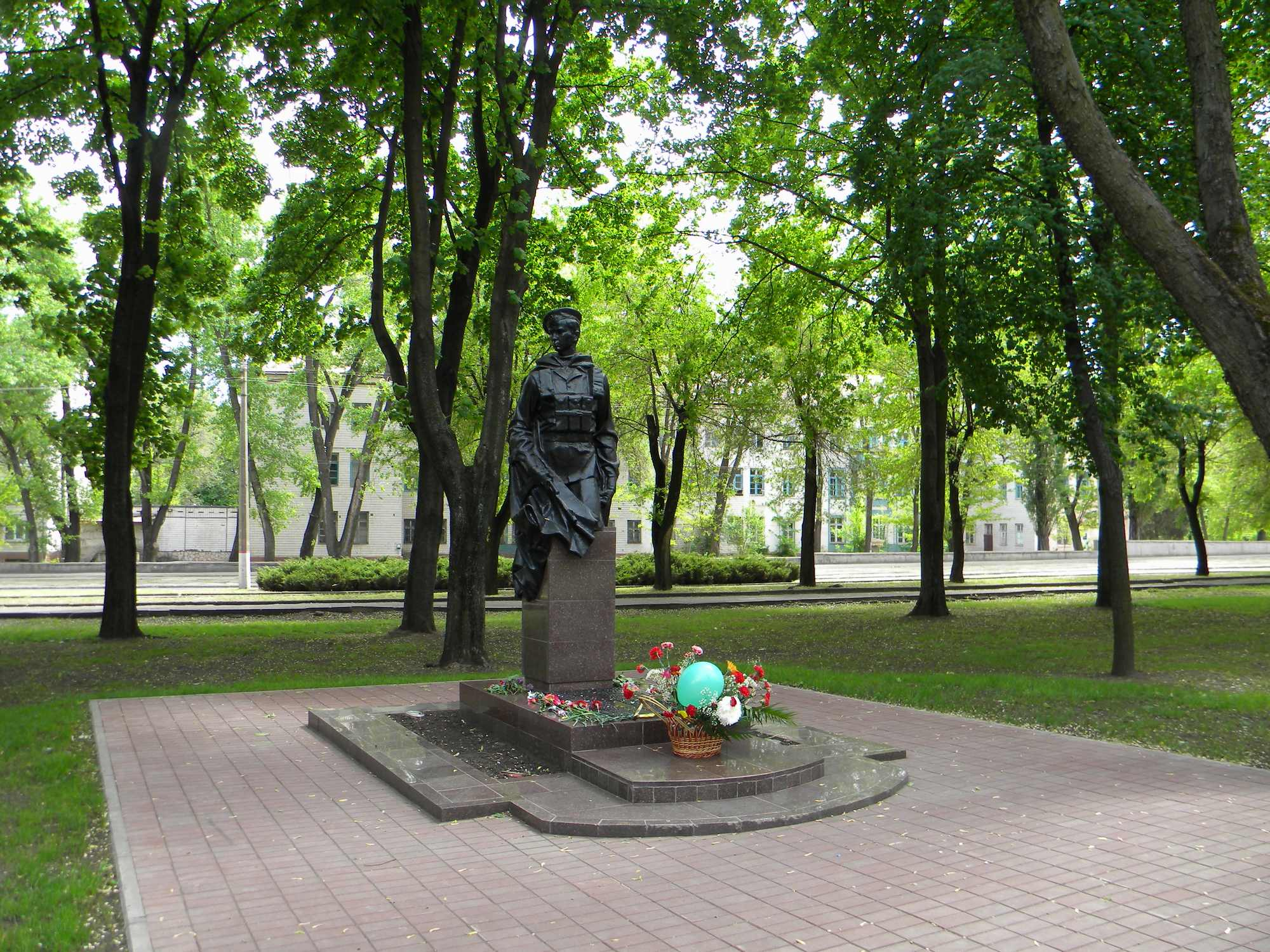
Имя на памятнике воинам-интернационалистам на Дзержинке (Кривой Рог)

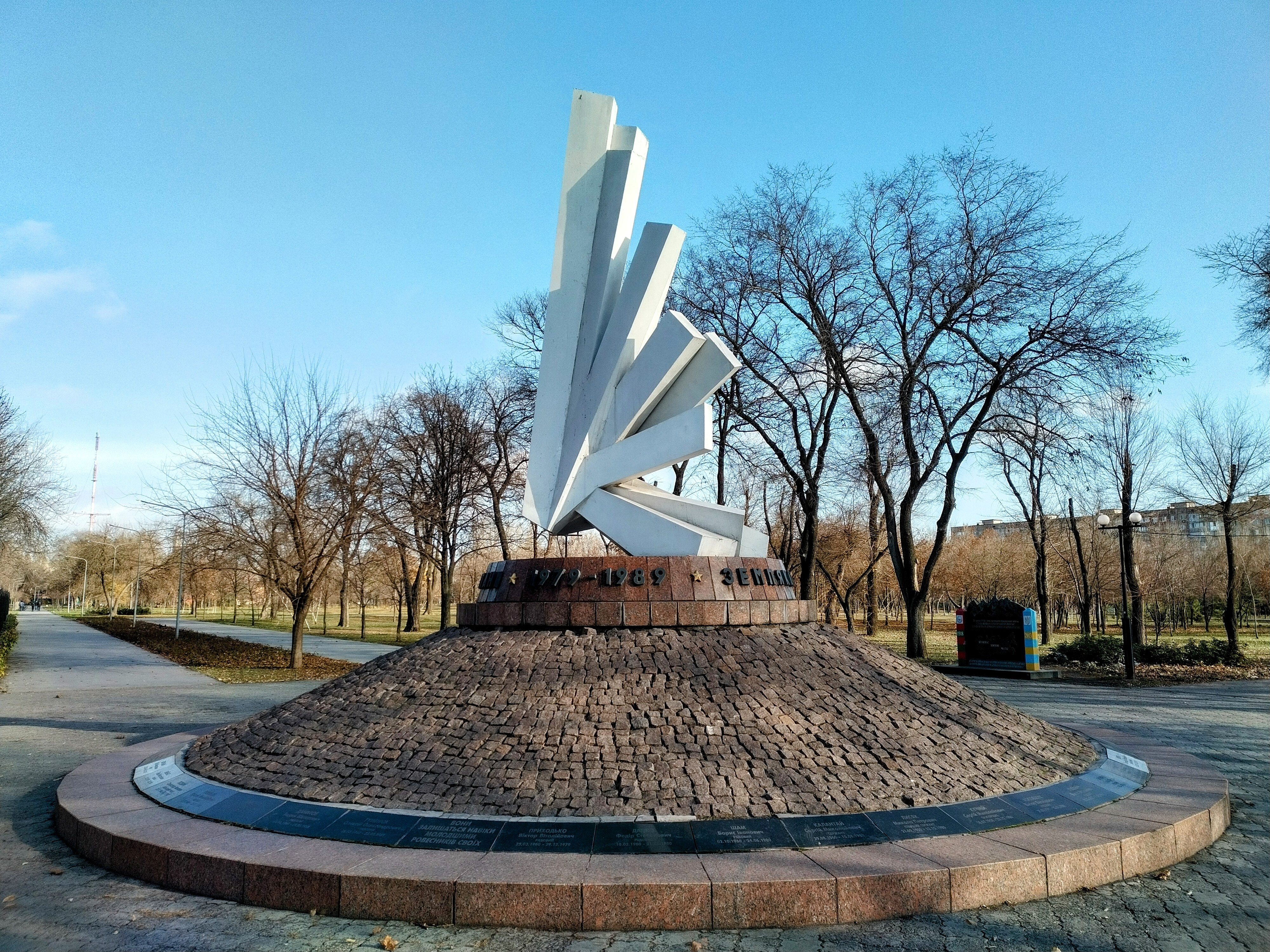
Имя на памятнике воинам-интернационалистам в Юбилейном парке (Кривой Рог)

Зверяка Владимир Владимирович (16 апреля 1963, Кривой Рог, Днепропетровская область — 13 июля 1983, Афганистан) — советский военнослужащий, младший сержант, командир миномёта мото-манёвренной группы пограничных войск, участник Афганской войны.

## Биография
Родился 16 апреля 1963 года в городе Кривой Рог Днепропетровской области УССР в рабочей семье.
В 1982 году окончил Криворожский коксохимический техникум. Член ВЛКСМ, работал водителем. 
30 октября 1982 года призван в Вооружённые силы СССР Дзержинским районным военным комиссариатом Кривого Рога. В январе 1983 года в звании младшего сержанта направлен в состав ограниченного контингента советских войск в Афганистане, служил командиром миномёта мото-манёвренной группы пограничных войск СССР. Неоднократно участвовал в боевых операциях.
28 мая 1983 года в бою, под огнём противника, сумел развернуть миномёт на выгодной позиции и, уверенно командуя расчётом, миномётным огнём подавил несколько огневых точек, нанёс существенный урон атаковавшим. Получив ранение, продолжил бой, чем способствовал успешному выполнению поставленной задачи. Умер от полученных ранений в госпитале.
Умер 13 июля 1983 года.
Похоронен в Кривом Роге на Центральном кладбище на аллее воинов-интернационалистов.

## Награды
- Орден Красной Звезды (посмертно)[1][2];
- Медаль «За отличие в охране государственной границы СССР»[1].

## Память
- Имя на памятнике воинам-интернационалистам Днепропетровщины, погибшим в Афганистане (Днепр)[4];
- Имя на памятнике воинам-интернационалистам на Дзержинке (Кривой Рог);
- Имя на памятнике воинам-интернационалистам в Юбилейном парке (Кривой Рог).